# Paul Neubauer
Pour les articles homonymes, voir Neubauer.
L'altiste Paul Neubauer (né le 17 octobre 1962) a été le plus jeune premier instrumentiste de l'Orchestre philharmonique de New York, phalange qu'il a rejoint en 1984 à l'âge de 21 ans. Il enseigne à la Juilliard School et se produit avec la Chamber Music Society of Lincoln Center. Il parcourt le monde comme concertiste et a gagné de nombreux concours.